# Tanzschule Elmayer
Die Tanzschule Elmayer ist eine Tanzschule in Wien. Sie wird von Thomas Schäfer-Elmayer geleitet. Er war auch für die Eröffnungen der Wiener Bälle Life Ball und Philharmonikerball verantwortlich.

## Geschichte

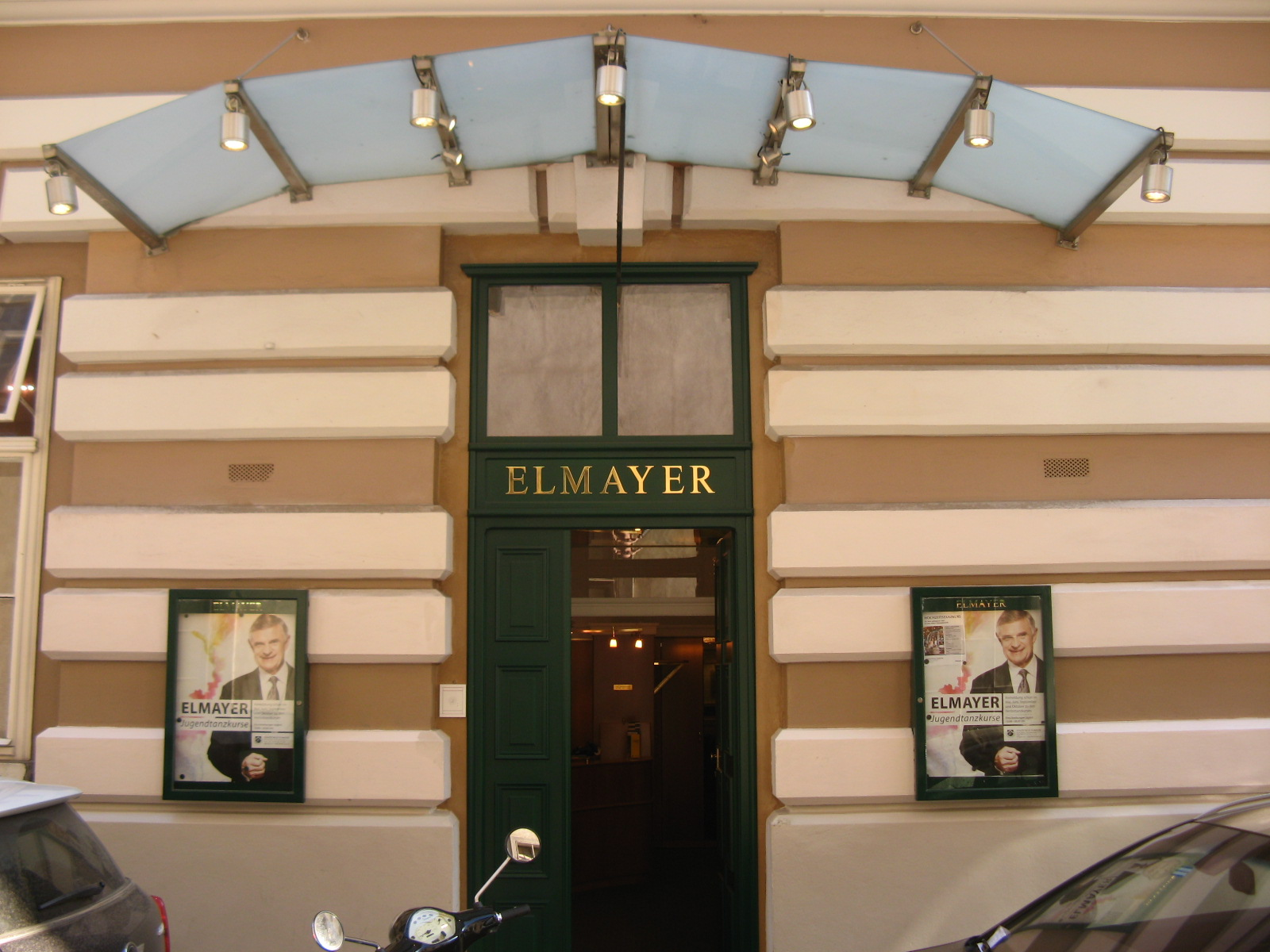
Eingang zur Tanzschule Elmayer

Die Tanzschule Elmayer wurde am 19. November 1919 in den ehemaligen Stallungen des Palais Pallavicini in der Bräunerstraße 13 im 1. Wiener Gemeindebezirk eröffnet. Gründer war der ehemalige k.u.k. Rittmeister Willibald „Willy“ Elmayer-Vestenbrugg (* 27. Mai 1885, † 7. November 1966, Sohn des k.u.k. Feldmarschallleutnants Ludwig Elmayer, der am 21. Jänner 1908 als „Edler v. Vestenbrugg“ in den Adelsstand erhoben worden war).
Der kinderlos gebliebene Willy Elmayer-Vestenbrugg leitete die Tanzschule bis zu seinem Tode 1966. Mit der Übernahme der Leitung der Tanzschule durch Nora und Diether Schäfer-Elmayer mit Direktor Robert Hysek wurde am 14. Juli 1967 die Tanzschule Willy Elmayer-Vestenbrugg Ges.m.b.H. gegründet. Nach Managementfunktionen in Basel, Südafrika und Bonn trat der Wirtschaftswissenschafter Thomas Schäfer-Elmayer 1987 in das familiäre Unternehmen ein und an die Stelle seiner Eltern. Seit 1988 ist Schäfer-Elmayer Nachfolger und Alleingeschäftsführer der Tanzschule Willy Elmayer-Vestenbrugg Ges.m.b.H. Nach Robert Hysek und Rudolf Peschke ist Bernd Erblich seit 2023 Direktor der Tanzschule.
Mit dem Wiener Opernball ist sie seit seiner Premiere 1935 in besonders enger Weise verbunden, da Oberstleutnant Elmayer, der Gründer der Tanzschule, 1935 dessen Premiere mit organisiert und die Eröffnung geleitet hat. In der neu errichteten Staatsoper war die Tanzschule Elmayer von 1980 bis 2008 für die Eröffnung durch das Jugendkomitee verantwortlich. Die Einstudierung der Eröffnung des Wiener Korporations-Balles (heute bekannt unter dem Namen Akademikerball) wurde von der Tanzschule Elmayer nach einem Hinweis der jüdischen Kultusgemeinde auf rechtsextreme Tendenzen beim „WKR-Ball“ 2008 beendet. Der Hofburgball „Elmayer-Kränzchen“ der Tanzschule Elmayer mit 3000 Gästen beschließt seit 1920 am Faschingdienstag um Mitternacht die Ballsaison.

## Kurse

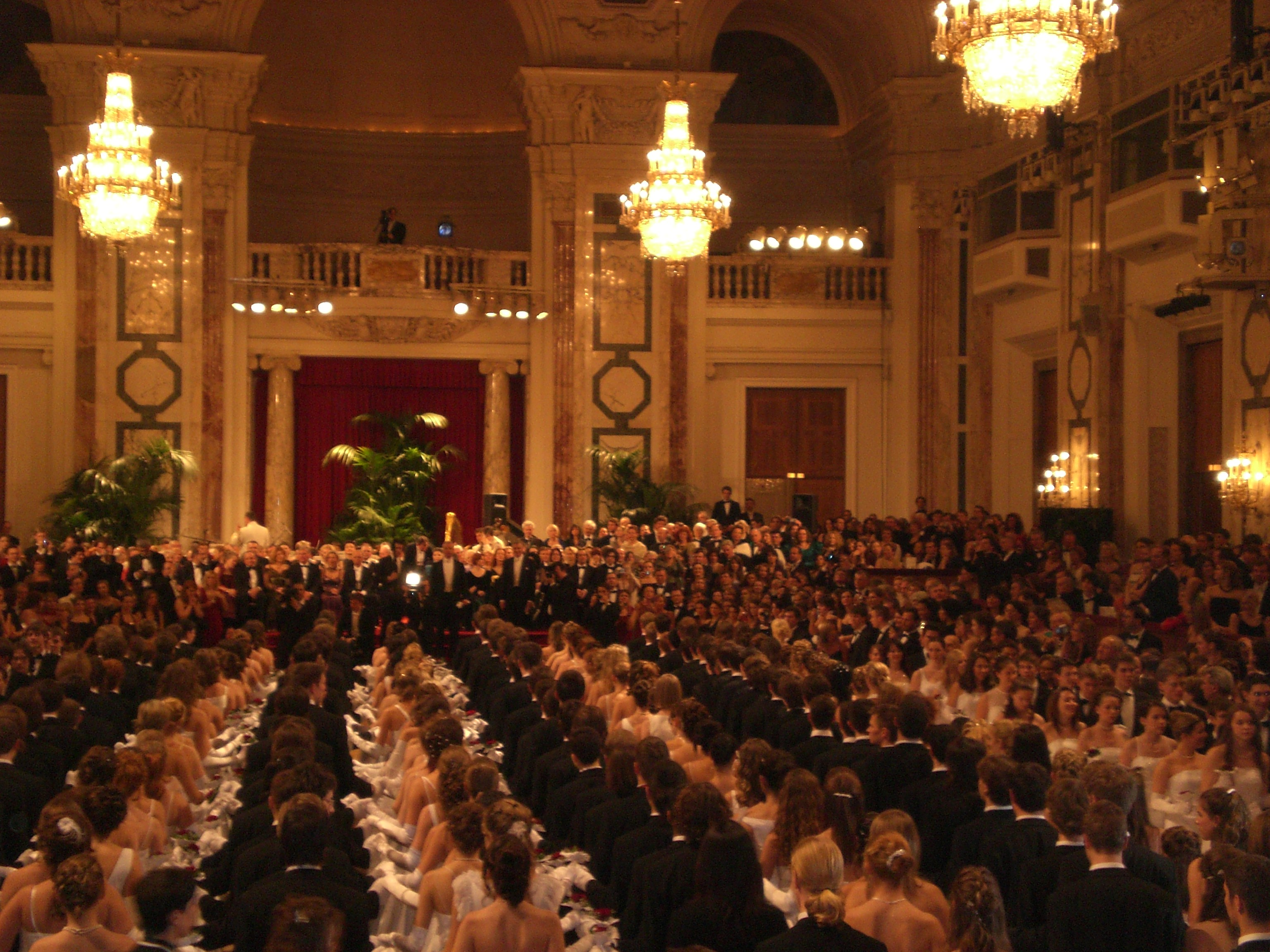
Feierliche Eröffnung des Elmayerkränzchens in der Wiener Hofburg am 21. Februar 2007

Die Tanzschule Elmayer unterrichtet das Welttanzprogramm in Bronze, Silber und Gold sowie Gold Star/Elmayer Cercle.
In den Kursen wird besonders Wert auf richtiges Benehmen gelegt. Beispielsweise verabschieden sich Herren am Ende der Tanzstunde per Handkuss von ihrer Tanzpartnerin. Zusätzlich zu den Tanzkursen bietet die Tanzschule auch Etikettekurse an.
Es gibt eine im Vergleich zu anderen Tanzschulen strenge Kleidungsvorschrift. Für Herren sind in den Jugendkursen Anzug oder Sakko mit passender Hose, Hemd mit Krawatte oder Masche sowie weiße Zwirnhandschuhe Pflicht. Bei den Damen wird ein Kleid, Rock und Bluse oder ein Hosenanzug vorausgesetzt.
Die Tanzschule führt eine Wiener-Walzer-, drei Latein- und eine Standardformation, welche auf diversen Bällen, Feiern, Eröffnungen oder Mitternachtseinlagen tanzen.